# Молоканово
Молока́ново (рос. Молоканово, башк. Молоканово) — село у складі Куюргазинського району Башкортостану, Росія. Входить до складу Єрмолаєвської сільської ради.
До 2008 року село було центром Молокановської сільської ради (Дідовський, Кунакбаєво, Молоканово, Сандін).
Населення — 338 осіб (2010; 339 в 2002).
Національний склад:
- росіяни — 58%
- башкири — 34%